# Luca Oyen
Luca Oyen (Nottingham, 14 marzo 2003) è un calciatore belga, centrocampista del Genk.

## Biografia
È figlio dell'ex calciatore Davy Oyen.

## Caratteristiche tecniche
Centrocampista offensivo molto tecnico, può essere impiegato anche come mezzala sinistra. Nel 2020 è stato inserito nella lista dei migliori sessanta calciatori nati dopo il 2003 stilata da The Guardian.

## Carriera

### Club
Nato a Nottingham nel periodo in cui il padre giocava per il Nottingham Forest, nel 2004 fa ritorno in Belgio ed all'età di sei anni entra a far parte del settore giovanile del Genk.
Dopo aver percorso tutte le selezioni giovanili, nell'agosto del 2018 firma il suo primo contratto professionistico all'età di quindici anni; complici le buone prestazioni in UEFA Youth League, un anno più tardi rinnova nuovamente siglando fino al 2022.
Il 19 maggio 2020 viene promosso in prima squadra assieme al compagno Pierre Dwomoh ed il 9 agosto seguente fa il suo esordio in prima squadra in occasione dell'incontro di Pro League vinto 2-1 contro lo Zulte Waregem.

### Nazionale
Ha giocato nelle nazionali giovanili belghe Under-15, Under-16, Under-17 ed Under-19.

## Statistiche
Statistiche aggiornate al 9 dicembre 2021.

### Presenze e reti nei club
| Stagione        | Squadra         | Campionato      | Campionato | Campionato | Coppe nazionali | Coppe nazionali | Coppe nazionali | Coppe continentali | Coppe continentali | Coppe continentali | Altre coppe | Altre coppe | Altre coppe | Totale | Totale | Totale |
| Stagione        | Squadra         | Comp            | Pres       | Reti       | Comp            | Pres            | Reti            | Comp               | Pres               | Reti               | Comp        | Pres        | Reti        | Pres   | Reti   |        |
| --------------- | --------------- | --------------- | ---------- | ---------- | --------------- | --------------- | --------------- | ------------------ | ------------------ | ------------------ | ----------- | ----------- | ----------- | ------ | ------ | ------ |
| 2020-2021       | Genk            | D1              | 20         | 0          | CB              | 1               | 0               |                    | -                  | -                  |             | -           | -           | 21     | 0      |        |
| 2021-2022       | Genk            | D1              | 5          | 0          | CB              | 2               | 0               | UCL+UEL            | 0+3                | 0                  | SB          | 0           | 0           | 10     | 0      |        |
| Totale carriera | Totale carriera | Totale carriera | 25         | 0          |                 | 3               | 0               |                    | 3                  | 0                  |             | 0           | 0           | 31     | 0      |        |

## Palmarès

### Club

#### Competizioni nazionali
- Coppa del Belgio: 1

Genk: 2020-2021